# Theridion olaup
Theridion olaup là một loài nhện trong họ Theridiidae.
Loài này thuộc chi Theridion. Theridion olaup được Herbert Walter Levi miêu tả năm 1963.